# Agapetus kimminsi
Agapetus kimminsi là một loài Trichoptera trong họ Glossosomatidae. Chúng phân bố ở miền Australasia.